# هاري هوب (لاعب كرة قدم أمريكية)
هاري هوب (بالإنجليزية: Harry Hopp)‏ هو لاعب كرة قدم أمريكية أمريكي، ولد في 18 ديسمبر 1918 في هاستينغس في الولايات المتحدة، وتوفي بنفس المكان في 22 ديسمبر 1964.

## وصلات خارجية
- هاري هوب على موقع مرجع كرة القدم المحترفة.كوم (الإنجليزية)